# Dorath Pinto Uchôa
Dorath Pinto Uchôa (1927 — 28 de março de 2014) foi uma arqueóloga brasileira e uma das idealizadoras da Sociedade de Arqueologia Brasileira. Seu foco de pesquisas sempre foram as ocupações humanas pré-históricas litorâneas, mais especificamente sobre os sambaquis, no estado de São Paulo.

## Biografia
Graduou em Geografia pela Pontifícia Universidade Católica de São Paulo em 1967, obteve o título de mestra em História (1972) e o de doutora em Antropologia Arqueologia e Etnologia (1973), ambos pela Universidade de São Paulo. Em toda sua formação como arqueóloga, trabalhou com sambaquis localizados em Piaçaguera, no município de Cubatão. Parte de sua vida profissional esteve associada ao extinto Instituto de Pré-História, passando posteriormente para o cargo de professora do Museu de Arqueologia e Etnologia da Universidade de São Paulo. Foi casada com o geógrafo Aziz Ab'Saber.

## Principais publicações científicas
Livros
- Clássicos da Arqueologia. Erechim, RS: Habilis, 2007. 224 p.
- Demografia esqueletal dos construtores do sambaqui de Piaçaguera, São Paulo, Brasil. 230. ed. São Paulo: Grafons, 1988. v. 1.

Artigos
- "Ilha do Mar Virado: um estudo de um sítio arqueológico no litoral do Estado de São Paulo". Clio. Série Arqueológica (UFPE), v. 24, p. 7-40, 2009
- "A Ilha Comprida e o Litoral de Cananéia sob a ótica arqueológica e geoambiental". Revista Clio Arqueológica, UFPE -Recife, v. 1, n. 15, 2002.
- Hiperosteose porosa em crânios de índios e mulatos do Sudeste Brasileiro: correlação entre as lesões na calvária e na órbita". Revista do Museu de Arqueologia e Etnologia, 1996.
- "Coletores-pescadores do litoral meridional brasileiro". Revista de Pré História, São Paulo, v. 6, p. 103-106, 1984.